# Alberto Oré León
Aaron José Alberto Oré León es un político peruano. 

## Trayectoria
Miembro del Partido Aprista Peruano. Participó en las elecciones generales de 1990 y fue elegido diputado por Junín. No pudo completar su periodo por el Autogolpe dado por el presidente Alberto Fujimori el 5 de abril de 1992. En las elecciones generales de 1995 volvió a presentarse como candidato al congreso sin obtener la representación.